# قيد مجهول (مسلسل)
قيد مجهول هو مسلسل تشويق وإثارة سوري من إخراج  سدير مسعود وبطولة  باسل خياط، عبد المنعم عمايري، نظلي الرواس، إيهاب شعبان، هيا مرعشلي، جيانا عنيد وفايز قزق. صدر المسلسل في 18 مارس 2021 ويتكون من 8 حلقات.

## نبذة
تدور أحداث المسلسل حول سلسلة من الجرائم الغامضة التي يحقق فيها الأمن الجنائي، والتي تتقاطع مع حياة سمير وزوجته اللذان يعانيان من ضيق ذات اليد.

## طاقم العمل
- باسل خياط بدور يزن
- عبدالمنعم عمايري بدور سمير عبدالرحيم
- نظلي الرواس بدور منال
- إيهاب شعبان بدور النقيب خلدون
- هيا مرعشلي بدور رحاب
- جيانا عنيد بدور سهى
- فايز قزق بدور أبو عصام